# 2022-es W Series szezon

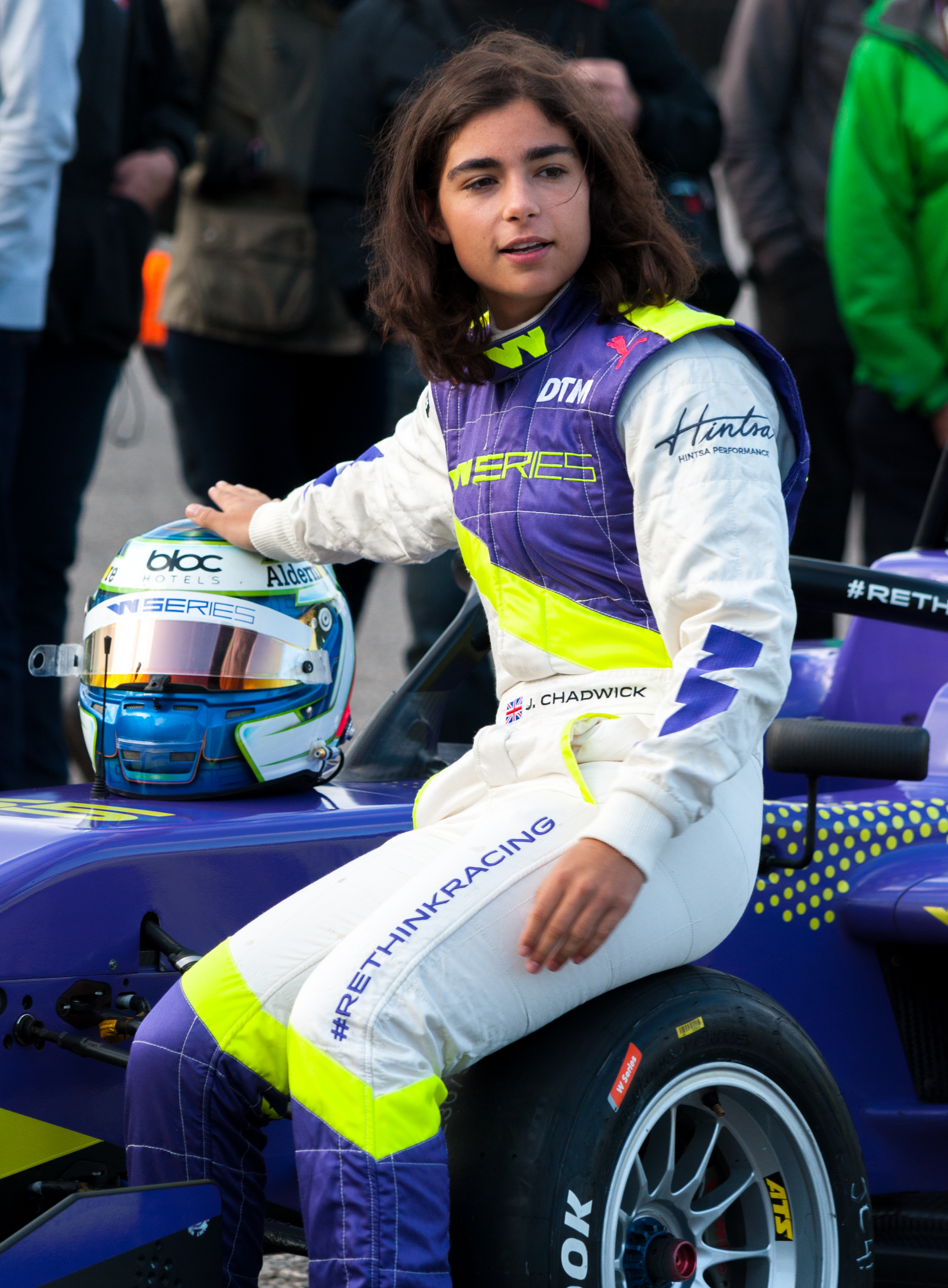
Jamie Chadwick a címvédő bajnok.

A 2022-es W Series szezon a kizárólag nőknek induló formulaautós versenysorozatnak harmadik idénye volt. A szezon május 7-én indult a vadonatúj, Miami International Autodrome versenypályán, amelyet a Hard Rock Stadion köré építettek ki. A záróhétvége október 2-án az utcai Szingapúrban került lebonyolításra, mivel az utolsó két fordulót törölték a sorozat nagy pénzügyi tartozásai miatt. 
A bajnokság versenyeit a Formula–1 betétfutamaiként rendezték meg. Az egyéni címvédő a brit Jamie Chadwick volt, aki újból bajnoki címet szerzett.
A szingapúri versenyhétvégén kiderült, hogy a bajnokság menedzsmentje jelentős anyagi gondokkal küzd, így hivatalosan pénzügyi gondok miatt a tervezettnél előbb véget ért az évad. 2023 júniusában derült ki, hogy a szervező cég legutolsó alkalmazottját is elbocsájtották, így a bajnokság hivatalosan is megszűnt.
Még 2022 novemberében kiderült, hogy a Formula–1 saját fennhatóság alatt egy saját nőknek szóló szériát indít F1 Academy néven, ahová a Formula–2 és a Formula–3 csapatait válogatták be.

## Csapatok és versenyzők
Az alábbi csapatok és versenyzők indultak a 2022-es kiírásban. Valamennyi istálló a Hankook gumiabroncsait használta, illetve a Tatuus F3 T-318-Alfa Romeo versenyautókat. A spanyol és a szingapúri fordulókon a Toyota Racing Series szervezője, a Toyota Gazoo Racing New Zealand által kölcsönadott Tatuus FT-60-Toyota autókat használtak.
Az összes autót a Fine Moments nevű cég üzemeltette és indította, a csapatok pusztán szponzorálási és versenyeztetési célokat láttak el. 
| Csapat                                   | #  | Versenyzők        | Forduló |
| ---------------------------------------- | -- | ----------------- | ------- |
| Sirin Racing                             | 4  | Emely de Heus     | Összes  |
| Sirin Racing                             | 95 | Beitske Visser    | Összes  |
| CortDAO W Series Team                    | 5  | Fabienne Wohlwend | Összes  |
| CortDAO W Series Team                    | 19 | Marta García      | Összes  |
| Puma W Series Team                       | 7  | Emma Kimiläinen   | Összes  |
| Puma W Series Team                       | 17 | Ayla Ågren        | 7       |
| Puma W Series Team                       | 63 | Tereza Bábíčková  | 1–6     |
| Jenner Racing                            | 8  | Chloe Chambers    | Összes  |
| Jenner Racing                            | 55 | Jamie Chadwick    | Összes  |
| W Series Academy                         | 9  | Bianca Bustamante | Összes  |
| W Series Academy                         | 10 | Noda Dzsudzsu     | Összes  |
| Click2Drive Bristol Street Motors Racing | 21 | Jessica Hawkins   | Összes  |
| Click2Drive Bristol Street Motors Racing | 27 | Alice Powell      | Összes  |
| Quantfury W Series Team                  | 22 | Belén García      | Összes  |
| Quantfury W Series Team                  | 32 | Nerea Martí       | Összes  |
| Scuderia W                               | 26 | Sarah Moore       | Összes  |
| Scuderia W                               | 44 | Abbie Eaton       | Összes  |
| Racing X                                 | 49 | Abbi Pulling      | Összes  |
| Racing X                                 | 97 | Bruna Tomaselli   | Összes  |

| Csapat                                   | #  | Versenyzők        | Forduló |
| ---------------------------------------- | -- | ----------------- | ------- |
| Sirin Racing                             | 4  | Emely de Heus     | Összes  |
| Sirin Racing                             | 95 | Beitske Visser    | Összes  |
| CortDAO W Series Team                    | 5  | Fabienne Wohlwend | Összes  |
| CortDAO W Series Team                    | 19 | Marta García      | Összes  |
| Puma W Series Team                       | 7  | Emma Kimiläinen   | Összes  |
| Puma W Series Team                       | 17 | Ayla Ågren        | 7       |
| Puma W Series Team                       | 63 | Tereza Bábíčková  | 1–6     |
| Jenner Racing                            | 8  | Chloe Chambers    | Összes  |
| Jenner Racing                            | 55 | Jamie Chadwick    | Összes  |
| W Series Academy                         | 9  | Bianca Bustamante | Összes  |
| W Series Academy                         | 10 | Noda Dzsudzsu     | Összes  |
| Click2Drive Bristol Street Motors Racing | 21 | Jessica Hawkins   | Összes  |
| Click2Drive Bristol Street Motors Racing | 27 | Alice Powell      | Összes  |
| Quantfury W Series Team                  | 22 | Belén García      | Összes  |
| Quantfury W Series Team                  | 32 | Nerea Martí       | Összes  |
| Scuderia W                               | 26 | Sarah Moore       | Összes  |
| Scuderia W                               | 44 | Abbie Eaton       | Összes  |
| Racing X                                 | 49 | Abbi Pulling      | Összes  |
| Racing X                                 | 97 | Bruna Tomaselli   | Összes  |

| #  | Drivers    |
| -- | ---------- |
| 17 | Ayla Ågren |

### Versenyzők kiválasztása
A 2021-es bajnokság első nyolc helyezettje, valamint a bajnokság hivatalos csapatának, W Series Academy-nek a két pilótája, Nerea Martí és Irina Szidorkova garantált helyet kapott a 2022-es szezonban. Utóbbi azonban később megerősítette, hogy nem indul a sorozatban, mert az orosz versenyzők részvételét és jogait korlátozták a 2022-es Oroszország–Ukrajna háború miatt.
Január 31. és február 4. között egy ötnapos tesztet rendeztek gy Crawford F4-16-os autóval 15 versenyző számára az Inde Motorsports Ranchen, Arizonában, az Egyesült Államokban, ahol az alábbi hölgyek vettek részt:
| - Madison Aust - Júlia Ayoub - Tereza Bábíčková - Lindsay Brewer - Léna Bühler | - Bianca Bustamante - Maite Cáceres - Chloe Chambers - Emely de Heus - Jorden Dolischka | - Hannah Greenemeier - Nicole Havrda - Jem Hepworth - Corinna Kamper - Lola Lovinfosse |

A második szezon előtti tesztre Barcelonában került sor március 2. és március 4. között, a 2021-es évad kilenc automatikus versenyzőjéhez, további 12 potenciális résztvevő csatlakozott – közülük ötnek volt korábbi W Series tapasztalata, hat pedig jelen volt az arizonai teszten. A japán Noda Dzsudzsu volt az egyetlen, aki egyik csoportba sem volt sorolható.
| - Tereza Bábíčková - Léna Bühler - Bianca Bustamante - Chloe Chambers | - Emely de Heus - Belén García - Marta García - Megan Gilkes | - Jessica Hawkins - Jem Hepworth - Noda Dzsudzsu - Bruna Tomaselli |

A teljes nevezési listát 2022. március 22-én hozták nyilvánosságra. Április 22-én Abbie Eatont erősítették meg az utolsó pilótának, Ayla Ågrent pedig tartalékpilótának sorolták be a szervezők és a bizottság tagjai.

### Szezon közbeni versenyzőcserék
Tereza Bábíčková sérülés miatt nem vett részt a hetedik versenyen, Szingapúrban, mivel gerincsérülést szenvedett a Formula Regionális Európa-bajnokság (FRECA) első futamán, a Red Bull Ringen, szeptember elején. Ezért az említett futamon a hivatalos tartaléknevező, Ayla Ågren helyettesítette.

## Versenynaptár és eredmények
| Forduló           | Helyszín                       | Dátum             | Pole-pozíció   | Leggyorsabb kör | Győztes versenyző | Győztes csapat                           |         |
| ----------------- | ------------------------------ | ----------------- | -------------- | --------------- | ----------------- | ---------------------------------------- | ------- |
| 1                 | Miami International Autodrome  | 2022. május 7.    | Nerea Martí    | Emma Kimiläinen | Jamie Chadwick    | Jenner Racing                            |         |
| 2                 | Miami International Autodrome  | 2022. május 8.    | Jamie Chadwick | Abbi Pulling    | Jamie Chadwick    | Jenner Racing                            |         |
| 3                 | Circuit de Barcelona-Catalunya | 2022. május 21.   | Jamie Chadwick | Jamie Chadwick  | Jamie Chadwick    | Jenner Racing                            |         |
| 4                 | Silverstone Circuit            | 2022. július 2.   | Jamie Chadwick | Abbi Pulling    | Jamie Chadwick    | Jenner Racing                            |         |
| 5                 | Circuit Paul Ricard            | 2022. július 23.  | Beitske Visser | Jamie Chadwick  | Jamie Chadwick    | Jenner Racing                            |         |
| 6                 | Hungaroring                    | 2022. július 30.  | Alice Powell   | Jamie Chadwick  | Alice Powell      | Click2Drive Bristol Street Motors Racing |         |
| 7                 | Marina Bay Street Circuit      | 2022. október 2.  | Marta García   | Alice Powell    | Beitske Visser    | Sirin Racing                             |         |
| Törölt versenyek: |                                |                   |                |                 |                   |                                          |         |
| –                 | Circuit of the Americas        | 2022. október 22. | Törölve        | Törölve         | Törölve           | Törölve                                  | Törölve |
| –                 | Autódromo Hermanos Rodríguez   | 2022. október 29. | Törölve        | Törölve         | Törölve           | Törölve                                  | Törölve |
| –                 | Autódromo Hermanos Rodríguez   | 2022. október 30. | Törölve        | Törölve         | Törölve           | Törölve                                  | Törölve |
| Forrás:           |                                |                   |                |                 |                   |                                          |         |

### Pontrendszer
Pontot az első tíz helyen célba érő versenyző kap az alábbi sorrendben:
| Helyezés | 1. | 2. | 3. | 4. | 5. | 6. | 7. | 8. | 9. | 10. |
| Pont     | 25 | 18 | 15 | 12 | 10 | 8  | 6  | 4  | 2  | 1   |

### Versenyzők
| Helyezés | Versenyző         | MIA1 | MIA2 | ESP | GBR | FRA | HUN | SIN | Pont |
| -------- | ----------------- | ---- | ---- | --- | --- | --- | --- | --- | ---- |
| 1.       | Jamie Chadwick    | 1    | 1    | 1   | 1   | 1   | 2   | Ki  | 143  |
| 2.       | Beitske Visser    | 3    | 7    | 5   | 5   | 4   | 3   | 1   | 93   |
| 3.       | Alice Powell      | Ki   | 2    | 3   | 14  | 5   | 1   | 2   | 86   |
| 4.       | Abbi Pulling      | 4    | 6    | 2   | 3   | 9   | 5   | 6   | 73   |
| 5.       | Belén García      | 7    | 4    | 7   | 8   | 2   | 13  | 4   | 58   |
| 6.       | Marta García      | 11   | 9    | 6   | 18  | 6   | 4   | 3   | 45   |
| 7.       | Nerea Martí       | 6    | 3    | 8   | 9   | 3   | 12  | 12  | 44   |
| 8.       | Emma Kimiläinen   | 15   | 5    | 4   | 2   | 12  | Ki  | 9   | 42   |
| 9.       | Jessica Hawkins   | 2    | Ki   | 11  | 6   | 10  | 14  | 5   | 37   |
| 10.      | Fabienne Wohlwend | Ki   | 11   | 9   | 4   | 7   | 6   | 8   | 32   |
| 11.      | Sarah Moore       | 8    | 8    | 10  | 10  | 8   | 7   | 7   | 26   |
| 12.      | Bruna Tomaselli   | 5    | 17   | 12  | 11  | 11  | 10  | 14  | 11   |
| 13.      | Abbie Eaton       | Ki   | 13   | 16  | 7   | Ki  | 8   | 10  | 11   |
| 14.      | Noda Dzsudzsu     | 12   | 15   | 13  | 16  | 13  | 9   | Ki  | 2    |
| 15.      | Bianca Bustamante | 9    | 14   | 15  | 17  | 15  | Ki  | 15  | 2    |
| 16.      | Chloe Chambers    | 14   | 10   | Ki  | 13  | Ki  | 11  | 11  | 1    |
| 17.      | Emely de Heus     | 10   | 12   | 14  | 15  | 16  | 16  | 13  | 1    |
| 18.      | Tereza Bábíčková  | 13   | 16   | 17  | 12  | 14  | 15  |     | 0    |
| 19.      | Ayla Ågren        |      |      |     |     |     |     | 16  | 0    |
| Helyezés | Versenyző         | MIA1 | MIA2 | ESP | GBR | FRA | HUN | SIN | Pont |

| Szín   | Eredmény                                      |
| ------ | --------------------------------------------- |
| Arany  | Győztes                                       |
| Ezüst  | 2. helyezett                                  |
| Bronz  | 3. helyezett                                  |
| Zöld   | Pontot szerzett                               |
| Kék    | Pont nélkül vagy helyezetlenül ért célba (Hn) |
| Lila   | Nem ért célba (Ki)                            |
| Piros  | Nem kvalifikálta magát (Nk)                   |
| Fekete | Diszkvalifikálták (Kiz)                       |
| Fehér  | Nem indult (Ni)                               |
| Fehér  | Visszalépett (Vi)                             |
| Fehér  | Verseny törölve (T)                           |
| Üres   | Nem vett részt                                |
| Üres   | Kizárt (EX)                                   |

- † — A versenyt nem fejezte be, de helyezését értékelték, mivel teljesítette a versenytáv 75%-át.